# Ybyrarovaná
Ybyrarovaná é uma cidade do Paraguai, Departamento Canindeyú.

## Transporte
O município de Ybyrarovaná é servido pela seguinte rodovia:
- Caminho em rípio ligando o município a cidade de Nueva Esperanza.
- Ruta 10, que liga a cidade de Villa del Rosario (Departamento de San Pedro). ao município de Salto del Guairá (Departamento de Canindeyú).[1][2][3]